# Pilea pumila
Pilea pumila, conocida también como Clearweed, Canadian clearweed, Coolwort o Richweed es una planta nativa del este de América del Norte, en especial de la zona de las Montañas Rocosas. Las plantas generalmente son erectas, de entre 10 a 70 cm de alto, apareciendo a veces en grandes colonias y son bastante comunes en toda su gama tanto como planta de bosque como maleza de los jardines.
Su follaje es opuesto, simple con márgenes dentados, arrugada (con venas deprimidas), aovada, y con largos peciolos. Tanto las hojas como los tallos son translúcidos y de color verde brillante, volviéndose de color amarillo brillante en otoño. Las flores son pequeñas, unisexuales con ambos sexos en la misma planta, y se polinizan por el viento. Florecen desde mediados del verano hasta principios de otoño. Los frutos son verdes con marcas púrpuras. Las raíces son fibrosas, superficiales y accidentalmente están fuera del vástago en las zonas húmedas o cuando están en contacto con el suelo.
La planta se confunde a menudo con la ortiga mayor (Urtica dioica), pero se pueden distinguir por la falta de tricomas, o pelos urticantes, y la cantidad más baja de la ramificación de las inflorescencias. 
Esta planta se encuentra con mayor frecuencia en suelos ricos y húmedos, tanto en lugares soleados como sombreados. A veces se cultiva como una cubierta de tierra o para atraer a los ciervos.